# Cerkiew św. Kosmy i Damiana w Przemkowie
Cerkiew św. Kosmy i Damiana w Przemkowie – cerkiew greckokatolicka w Przemkowie, w województwie dolnośląskim.
Jest to nowoczesna świątynia wybudowana w latach 1996-2003 według projektu Jacka Mermona. Architekturą nawiązuje do tradycji świątyń łemkowskich z terenu Beskidu Niskiego, skąd wywodzą się parafianie. Wewnątrz mieści się współczesny ażurowy ikonostas. Cerkiew mieści się przy Placu Cerkiewnym, jedynym o takiej nazwie w Polsce placu na tzw. Ziemiach Odzyskanych. Budowniczym świątyni jak również plebanii jest ks. proboszcz Bogdan Miszczyszyn.
Parafia greckokatolicka w Przemkowie istnieje od 1958 roku. Jest parafią w eparchii wrocławsko-koszalińskiej i należy do dekanatu zielonogórskiego.